# Perifyse

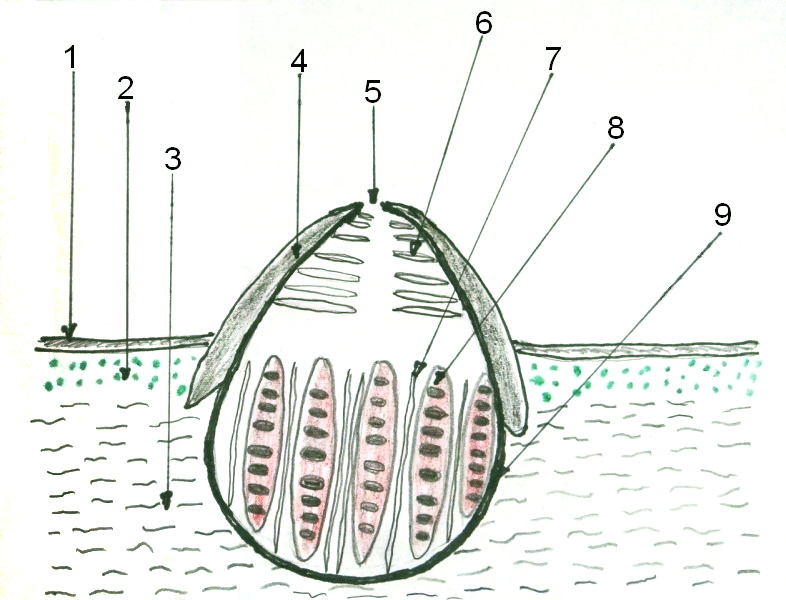
Schema van de structuur van het perithecium met blauwalgen.: 1 - cortex, 2 - blauwalgenlaag, 3 - stroma, 4 - involucrellum, 5 - ostiole, 6 - perifyse, 7 - parafysen, 8 - asci met ascosporen, 9 - excipulum

Perifysen zijn een onderdeel van sommige schimmelsoorten. Het zijn soort korte en meestal schuin naar beneden gerichte hyfen. Ze komen voor in het perithecium van sommige Pezizomycotina. Ze bevinden zich in de buurt van de ostiole en sluiten deze opening gedeeltelijk af. Ze zijn een van de elementen van het hamatecium en kunnen voorkomen in vruchtlichamen samen met parafysen, pseudoparafysen en perifysoïden.
De perifysen spelen een rol bij het vrijkomen van sporen. Ze leiden de sporenzakjes naar de bovenkant van de nek van het vruchtlichaam. Het voorkomen van perifysen en hun morfologie zijn belangrijk bij het bepalen van de soort van sommige schimmels.